# Psyrassa linsleyi
Psyrassa linsleyi là một loài bọ cánh cứng trong họ Cerambycidae.